# میجر ریچی
 مِیجر ریچی (انگلیسی: Major Ritchie؛ زاده ۱۸ اکتبر ۱۸۷۰ درگذشته ۲۸ فوریهٔ ۱۹۵۵) یک تنیس‌باز اهل بریتانیا بود.